# Simultaneous multithreading

Le simultaneous multithreading (SMT) est une technique informatique datant des années 1960. Il s'agit d'une forme de multithreading, une technique qui consiste, comme le symmetric multiprocessing (SMP), à augmenter le TLP (thread level parallelism), c’est-à-dire le parallélisme des threads.

## Description
Le SMT est le partage d'un cœur de processeur superscalaire (les pipelines, les unités de calcul et les caches) entre plusieurs threads. Les processeurs non SMT passent alternativement d'un thread à l'autre pour l'exécution des instructions, alors que des processeurs SMT peuvent allouer des unités de calcul à des threads différents simultanément. Le but est d'améliorer l'utilisation des ressources.
Si deux threads peuvent se partager les ressources, on parle de SMT à deux voies (comme pour l'Hyperthreading d'Intel), de SMT à 4 voies pour 4 threads (comme pour le DEC Alpha EV8).
Le POWER5 d'IBM intègre un SMT deux voies complexe, puisqu'il peut attribuer des priorités aux threads et activer/désactiver le SMT de manière dynamique pour les cas où la méthode n'augmente pas les performances. Le processeur multi-cœur POWER7 intègre un SMT quatre voies permettant de désactiver un ou deux threads inactifs sur chaque cœur afin d'augmenter les performances des threads actifs. Le SMT8 est disponible sur POWER8 à partir de la version AIX 7.2.